# Елизаветино (Шербакульский район)
Елизаветино — деревня в Шербакульском районе Омской области России. Входит в состав Максимовского сельского поселения.

## История
Основана деревня Елизаветино в 1914 году как хутор Елизаветино № 1. В 1928 г. хутор состоял из 18 хозяйств, основное население — украинцы. В составе Ново-Сергиевского сельсовета Полтавского района Омского округа Сибирского края.
В соответствии с Законом Омской области от 30 июля 2004 года № 548-ОЗ «О границах и статусе муниципальных образований Омской области» деревня вошла в состав образованного муниципального образования «Максимовское сельское поселение».

## Население
| 2010 |
| ---- |
| 175  |

Гендерный состав
По данным Всероссийской переписи населения 2010 года в гендерной структуре населения из 175 человек мужчин — 87, женщин — 88 (49,7 и 50,3 % соответственно)
Национальный состав
В 1928 г. основное население — украинцы.
Согласно результатам переписи 2002 года, в национальной структуре населения русские составляли % от общей численности населения в чел..